# Arroyo (Puerto Rico)
Arroyo ist eine Stadt im Süden Puerto Ricos.

## Geografie

### Geografische Lage
Arroyo liegt an der südlichen Karibik-Küste, östlich von Guayama und nordwestlich von Patillas.

### Stadtgliederung
Arroyo erstreckt sich über die fünf Stadtbezirke Ancones, Guásima, Palmas, Pitahaya und Yaurel sowie das Stadtzentrum Loíza Pueblo.

## Geschichte
Arroyo wurde am 25. Dezember 1855 gegründet und leitet seinen Namen von einem kleinen Fluss ab, an dem müde Reisende in der Vergangenheit anhielten, um zu trinken und sich auszuruhen.

## Wappen und Flagge
Im oberen blauen Feld ist eine Kirche zwischen einem Rosenkranz und einer Blume zu sehen. Darunter erhebt sich ein Turm zwischen zwei Telegrafen-Masten über grünen Hügeln. Unter blauen und silbernen Wellen schwimmt ein goldener Fisch. Über dem Schild befindet sich eine Krone mit drei Türmen als Zacken. Auf einem Banner prangt das Motto Arroyo Pueblo Grato (Arroyo, die ansprechende Stadt).
Die Flagge weist zwei horizontale Streifen von gleicher Größe auf. Die Farben Orange und Schwarz erinnern an eine Vergangenheit voller Abenteuer und Errungenschaften. Im Zentrum ist das Wappen abgebildet.

## Hymne
Arroyo, Arroyo pueblo grato sol de Dios,

sale entre tus palmeras tus riberas

dan al Mar Caribe soy de Arroyo,

cuna que me vio nacer.

Riachuelo que surgió de las aguas del Río Yaurel

que fuera incitador de tu noble fundación.

Pitahaya cual región nuestro Indio comenzó

a explotar y a cultivar nuestras tierras antes de Colón.

Grandes fueron y son nuestras personas

Samuel Morse e Isabelino Cora,

Max Sánchez, Don Jesús María,

Don Cristóbal Sánchez y Don José de Choudens.

Y en nuestra educación

Cayetano Sánchez, Javier Amy,

Juan B. Huyke, Mrs. Gallart,

Mrs. Quiñones y Carmen Bozello.

Nuestra historia transcurrió no

podemos olvidar la central de

Lafayette, la Sierrita y a Nicasio Ledee.

Arroyo, Arroyo pueblo grato sol de Dios,

sale entre tus palmeras tus riberas dan al mar caribe.

Soy de Arroyo cuna que me vio nacer,

soy de Arroyo cuna que me vio nacer.

## Kultur und Sehenswürdigkeiten

### Bauwerke
Die wichtigsten Bauwerke sind die Monumente für Enrique Huyke und Samuel Morse, die Hazienda La Cora, der Old Tower, die Windmühle und der Leuchtturm Punta de Las Figuras.

### Naturdenkmäler
In Arroyo kann man an den Stränden Las Palmas und Punta Guilarte flanieren.

### Regelmäßige Veranstaltungen
- Carnaval de Arroyo – Februar
- Negra Fiesta – März
- Cross Rosaries – Mai
- Fiestas Patronales – Juli
- Fish Festival – November
- Christmas Festival – Dezember

## Söhne und Töchter der Stadt
- Cornelio August Doelter (1850–1930), Mineraloge, Petrograph, Vulkanologe und Chemiker
- Juan Bernardo Huyke (1880–1961), Politiker